# Kroatische EU-Ratspräsidentschaft 2020
Die kroatische Ratspräsidentschaft bezeichnet den Vorsitz Kroatiens im Ministerrat der EU für die erste Jahreshälfte 2020. Kroatien war Teil des neunten Trios mit Rumänien und Finnland. Es war der erste Ratsvorsitz des 2013 der EU beigetretenen Landes, es folgte damit auf die Präsidentschaft Finnlands. Während des kroatischen Ratsvorsitzes standen die Vorbereitungen des nächsten mehrjährigen Finanzrahmens der Europäischen Union für die Jahre 2021 bis 2027 sowie der Brexit schwerpunktmäßig auf der Agenda.

## Prioritäten der kroatischen EU-Ratspräsidentschaft
Als Schwerpunkte der kroatischen Ratspräsidentschaft wurden gesetzt:
- ein Europa, das sich entwickelt,
- ein Europa, das verbindet,
- ein Europa, das schützt,
- ein Europa, das einflussreich ist.[2]

Zusätzlich zu den Hauptprioritäten ihres Vorsitzes im Rat der Europäischen Union will Kroatien folgende Themen aufgreifen:
- ein ehrgeiziger, ausgewogener und nachhaltiger Mehrjähriger Finanzrahmen der EU 2021–2027,
- die Umsetzung der europäischen Säule der sozialen Rechte,
- die Eindämmung der negativen demographischen Trends,
- Konnektivität: Transeuropäisches Verkehrsnetz und Fazilität „Connecting Europe“,
- Sicherheit, strategische Leitlinien der Union für den Raum der Freiheit, Sicherheit und Gerechtigkeit,
- Erweiterungspolitik und Gipfeltreffen „EU-Westbalkan“,
- Grünes Europa – „Green Deal“,
- Neue Arbeitsmärkte, die Bedeutung von Wissen, Bildung und Innovation, sowie lebenslangem Lernen,
- das Näherbringen der Union ihren Bürgerinnen und Bürgern, insbesondere jungen Menschen,
- Demokratie, Grundwerte der Union, Bekämpfung der Verbreitung von Falschmeldungen, Intoleranz und Desinformation auf digitalen Plattformen.[3]

## Logo
Das Logo mit weißem Hintergrund der kroatischen Ratspräsidentschaft besteht aus Zahlen und Buchstaben, die in Kombination zu je zwei Einheiten abwechselnd in blauer bzw. roter Farbe gehalten sind. In der Kombination aus den Buchstaben EU (blau) sowie 20 (rot) / 20 (blau) und HR (rot) auf der linken Seite des Logos, wird – wie zuvor bereits bei anderen EU-Ratspräsidentschaften – vereinfacht auf diese besondere Verbindung Kroatiens zur Europäischen Union im Jahr 2020 hingewiesen. Mit dem Schriftzug in Kroatisch (in rot) bzw. Englisch (in blau): Hrvatsko predsjedanje Vijećem Europske unije bzw. Croatian Presidency of the Council of the European Union, konkret auf die Ratspräsidentschaft, jedoch ohne Jahresangabe. Die gewählten Farben entsprechen gleichzeitig den Hauptfarben in der kroatischen Flagge.

## Sponsoring
Die kroatische EU-Ratspräsidentschaft wurde ausschließlich von kroatischen Unternehmen gesponsert. Diese Unternehmen unterstützten die Ratspräsidentschaft durch Gelder (zwischen 100 000 und 150 000 Kroatische Kuna) oder direkt durch Güter. Fahrzeuge wurden gestellt durch Citroën und Peugeot.